# Anton Robl
Anton Robl (25. března 1805, České Budějovice – 1861, Praha) byl český a rakouský politik německé národnosti, během revolučního roku 1848 poslanec Říšského sněmu.

## Biografie
Uvádí se jako majitel Zadního mlýna v Českých Budějovicích, nadaný malíř a konstruktér.
Během revolučního roku 1848 se zapojil do politiky. V doplňovacích volbách na podzim 1848 (poté, co rezignoval poslanec Josef Leeb) byl zvolen na ústavodárný Říšský sněm. Zastupoval volební obvod České Budějovice. Uvádí se jako mlynář, rolník. Zatímco Leeb byl původně zvolen jednomyslně, okolo volby jeho nástupce se rozpoutala ostrá volební kampaň. Robl patřil ke sněmovnímu bloku pravice. Podle jiného zdroje měl na sněmu podobnou orientaci jako jeho předchůdce Leeb, patřil tedy ke konzervativnímu středu. Další zdroj ho ovšem řadí mezi německé liberály. Jeho protikandidátem byl konzervativec Leopold Lev Thun-Hohenstein, jenž krátce předtím zastával úřad českého místodržícího. Robl ho porazil malým rozdílem.
Po obnovení ústavní vlády v Rakousku se počátkem 60. let zapojil do komunální politiky. V obecních volbách roku 1861 se při sestavování kandidátní listy pro 3. voličský sbor (nejméně majetných voličů) odehrál souboj mezi dvěma postavami roku 1848, které reprezentovaly obě národnostní komunity ve městě: Anton Robl versus Hynek Zátka. Ostatní kandidáti získávali většinou širokou podporu bez ohledu na etnicitu. Nominaci získal Zátka 56 % hlasů, Robl získal 44 %.
Zemřel roku 1861.